# Rolex
Rolex với tên gọi chính xác là Rolex SA là một hãng sản xuất đồng hồ Thụy Sỹ với phân khúc từ cao cấp đến xa xỉ và sang trọng. Rolex SA bao gồm hai thương hiệu là Rolex và Montres Tudor SA chuyên thiết kế, sản xuất, phân phối đồng hồ đeo tay dưới thương hiệu Rolex và Tudor. Hãng sản xuất Rolex được thành lập bởi Hans Wilsdorf và Alfred Davis tại London nước Anh vào năm 1905, sau đó đến năm 1919, Rolex đã chuyển toàn bộ hoạt động, cũng như cơ sở sản xuất đồng hồ sang Geneva Thụy Sỹ.
Năm 2016, Rolex được tạp chí Forbes xếp hạng thứ 64 trong số tất cả những thương hiệu phát triển và sức ảnh hưởng nhất trên thế giới. Hãng Rolex được xem là thương hiệu cao cấp xa xỉ duy nhất trên thế giới sản xuất khoảng 2000 chiếc đồng hồ mỗi ngày thuộc nhiều phân khúc khác nhau.
Hãng sản xuất Rolex hiện nay vẫn thuộc sở hữu của gia đình các nhà đã sáng lập nên thương hiệu, và hiện tại được điều hành bởi CEO Jean-Frederic Dufour.

## Lịch sử
Alfred Davis và anh rể là Hans Wilsdorf đã sáng lập nên "Wilsdorf and Davis" tại London nước Anh vào năm 1905 , là công ty tiền thân mà sau này trở thành Rolex SA. Thời điểm ban đầu "Wilsdorf and Davis" hoạt động trong lĩnh vực lắp rắp đồng hồ bằng cách nhập khẩu những bộ máy đồng hồ Thụy Sỹ từ nhà sản xuất Hermann Aegler's đến Anh Quốc và kết hợp với những bộ vỏ đồng hồ chất lượng cao được sản xuất bởi Dennison và các nhà sản xuất khác. Những chiếc đồng hồ đầu tiên của "Wilsdorf and Davis" thường được gắn nhãn "W & D" ở mặt sau đồng hồ.
Sau một thời gian hoạt động thành công, đến năm 1908, Wilsdorf đã đăng ký thương hiệu "Rolex" và mở một văn phòng tại La Chaux-de-Fonds, Thụy Sỹ. Đến 15 tháng 11 năm 1915, Rolex chính thức trở thành tên công ty, và được sử dụng như một thương hiệu đồng hồ cho đến tận sau này.
Đến năm 1914, Kew Observatory đã trao cho đồng hồ Rolex một chứng chỉ về độ chính xác loại A, thường được sử dụng để cấp riêng cho các loại đồng hồ hải quân có độ chính xác Marine Chronometer.
Năm 1919, do chiến tranh thế giới thứ nhất và các loại thuế nhập khẩu và xuất khẩu quá cao đánh vào các sản phẩm cao cấp xa xỉ sang trọng cũng như các sản phẩm được làm từ vàng và bạc, Wilsdorf đã rời nước Anh và chuyển toàn bộ công ty cũng như các cơ sở sản xuất tới Geneva Thụy Sỹ, nơi Rolex được thành lập trở thành công ty đồng hồ Rolex. Thời điểm này tên công ty được đổi thành Montres Rolex SA và cuối cùng là Rolex SA.
Đến tháng 12 năm 2008, sau sự ra đi đột ngột của giám đốc điều hành Patrick Heiniger, công ty Rolex đã rơi vào sự khủng hoảng với việc hao hụt đến 1 tỷ franc Thụy Sĩ (xấp xỉ 574 triệu Bảng Anh, hay 900 triệu USD) vốn đầu từ với Bernard Madoff, người quản lý quỹ đầu tư người Mỹ đã bị kết tội hoạt động gian lận khoảng 30 tỷ Bảng Anh trên toàn thế giới.
Đến năm 2017, thương hiệu Rolex được đánh giá là là một biểu tưởng của phong cách, của đẳng cấp và là một phụ kiện thể hiện cho sự sang trọng và xa xỉ, theo báo cáo thương hiệu năm 2017, thương hiệu Rolex được ước tính có giá trị khoảng 8.034 tỷ $.

## Thành tựu nổi bật
Trong suốt quá trình hoạt động và phát triển, Rolex được xem là một biểu tượng của sự sáng tạo và đổi mới, với hàng loạt những thành tựu đáng nể trong thế giới đồng hồ như:
- Chiếc đồng hồ đeo tay chống nước đầu tiên "Oyster", 1926
- Chiếc đồng hồ đeo tay với lịch thứ tự động thay đổi đầu tiên trên mặt số (phiên bản Rolex Datejust ref.4467, 1945)[7]
- Chiếc đồng hồ đeo tay với bộ vỏ chống nước ở độ sâu 100 m (330 ft) (phiên bản Rolex Oyster Perpetual Submariner ref.6204, 1953)[15]
- Chiếc đồng hồ đeo tay đầu tiên hiển thị múi giờ thứ hai trên mặt số (phiên bản Rolex GMT Master ref.6542, 1954)
- Chiếc đồng hồ đeo tay đầu tiên tự động thay đổi lịch ngày và lịch thứ trên mặt số (phiên bản Rolex Day-Date, 1956)
- Thợ chế tác đồng hồ đầu tiên đạt được độ chính xác Chronometer cho đồng hồ đeo tay (1910)

### Bộ máy automatic Rolex
Đồng hồ đeo tay Rolex với bộ máy tự động đầu tiên được giới thiệu vào năm 1931 (được gọi là "Bubbleback" do nắp kim loại mặt sau lớn), và xuất hiện trên thị trường bởi Harwood và được cấp bằng sáng chế vào năm 1923, và sản xuất chiếc đồng hồ tự động đầu tiên vào năm 1928, bộ máy được cung cấp năng lượng bởi hoạt động của tay người đeo.

### Bộ máy quartz Rolex
Sau cơn khủng hoảng Thạch Anh đến từ Nhật Bản, Rolex bắt đầu tham gia vào phát triển các đồng hồ thạch anh của riêng mình, Rolex cũng đã phát triển một số ít các phiên bản bộ máy Thạch Anh cho dòng Oyster, kỹ sư của công ty đã phát triển các trang thiết bị máy móc công nghệ để sản xuất đồng hồ Thạch Anh vào cuối thập niên 1960 và đầu thập niên 1970. Năm 1968, Rolex đã hợp tác với một tổ hợp bao gồm 16 nhà sản xuất đồng hồ Thụy Sỹ để phát triển bộ máy Thạch Anh Beta 21 được sử dụng trong phiên bản Rolex Quartz Date 5100 và phiên bản Omega Electroquartz. Trong khoảng 5 năm nghiên cứu, thiết kế và phát triển, hãng Rolex đã sáng tạo ra bộ máy "Clean-Slate" 5035/5055 sử dụng trong dòng đồng hồ Rolex Oysterquartz.

### Bộ vỏ chống nước Rolex
Rolex cũng là hãng sản xuất đồng hồ thứ hai đã tạo ra một chiếc đồng hồ chống nước có thể chịu được áp lực nước tới độ sâu 330 feet (100 m), thậm chí hãng sản xuất Rolex đã tạo ra phiên bản đặc biệt DeepSea được sử dụng trong chuyến thám hiểm vực Mariana dưới đáy biển sâu, thử nghiệm và thành công ngoài sức mong đợi, để xác nhận rằng ngay cả ở độ sâu 11.000 met, Rolex DeepSea vẫn hoạt động một cách chính xác như trên mặt đất.

### Các bộ sưu tập nổi tiếng của Rolex
Có thể nói, Rolex là một trong các thương hiệu sở hữu nhiều bộ sưu tập đồng hồ đặc biệt nhất hiện nay, từ những phiên bản dành cho lặn biển sâu, cho đến những chiếc đồng hồ sử dụng để thám hiểm hang động, leo núi, thám hiểm vùng cực lạnh, và hàng không.
- Những phiên bản thể thao đầu tiên bao gồm Rolex Submariner (1953) và Rolex Oyster Perpertual Date Sea Dweller. Sau này là những phiên bản thiết kế với Valve Helium, hợp tác và phát minh cùng với hãng sản xuất đồng hồ Thụy Sỹ Doxa, bảo vệ bộ máy và giải phóng khí heli trong quá trình giải áp của đồng hồ lặn.
- Explorer (1953) và Explorer II (1971) đã được phát triển đặc biệt cho các nhà thám hiểm chuyên chinh phục những địa hình gồ ghề hiểm trở, chẳng hạn như cuộc thám hiểm Everest nổi tiếng thế giới.
- Một phiên bản mang tính biểu tượng khác là Rolex GMT Master (1954), ban đầu được phát triển theo yêu cầu của Pan Am Airways để cung cấp cho các đội bay với một chiếc đồng hồ với giờ địa phương có thể sử dụng để hiển thị giờ quốc tế GMT (Greenwich Mean Time), đó là thời gian quốc tế tiêu chuẩn trong ngành hàng không và cần thiết cho các phi công trong các chuyến bay dài.

### Chứng nhận Chronometer của Rolex
Rolex là nhà sản xuất đồng hồ lớn nhất của Thụy Sỹ đã thực hiện độ chính xác của đồng hồ với tiêu chuẩn Chronometer. Năm 2015, đã có hơn một nửa số đồng hồ sản xuất hàng năm được chứng nhận COSC là đồng hồ thuộc thương hiệu Rolex. Cho đến hiện nay, Rolex vẫn giữ kỹ lục là hãng sản xuất với nhiều mẫu đồng hồ được chứng nhận Chronometer nhiều nhất hiện nay.

### Phát minh của Rolex
Không chỉ giữ kỷ lục với tiêu chuẩn Chronometer, Rolex còn là thương hiệu với những phát minh quan trọng hàng đầu, được đăng ký bản quyền, chỉ được sử dụng trên sản phẩm đồng hồ Rolex.
- Vàng hồng Rolex (Everose Gold[19][20]) được phát minh bởi Rolex từ năm 2002 kết hợp từ các nguyên liệu 76% vàng, 22% đồng, 2% bạch kim.
- Dây tóc xanh Parachrom (Parachrom Blue) được tạo ra từ một loại vật liệu chống từ được phát minh vào năm 2005.
- Ceracrom [21](gốm màu) là loại vật liệu gốm (Ceramic) kết hợp với các sắc tố từ khoáng chất, tạo nên loại vật liệu siêu cứng, bền màu và chống ăn mòn.
- Rolesor là sự kết hợp của hoàn hảo của hai loại kim loại trên một chiếc đồng hồ gồm vàng và thép, tạo ra sự tương phản màu sắc rực rỡ.
- Ngoài ra còn hàng loạt các phát minh quan trọng và đăng ký độc quyền chỉ được sử dụng trên đồng hồ Rolex.

## Các thương hiệu
Rolex SA bao gồm hai thương hiệu là Rolex và Tudor.
Thương hiệu Tudor (Montres Tudor SA) đã thiết kế, sản xuất và bán đồng hồ Tudor kể từ ngày 6 tháng 3 năm 1946. Nhà sáng lập Rolex Hans Wildorf thành lập công ty Tudor Watch Company để sản xuất những mẫu đồng hồ với mức giá tầm trung  với sự cho phép của hãng Rolex. Số lượng những mẫu đồng hồ Rolex được giới hạn bởi số lượng những bộ máy được sản xuất chính hãng, do đó những mẫu đồng hồ Tudor ban đầu được trang bị với các bộ máy từ các nhà sản xuất bộ máy bên ngoài.
Trong lịch sử, đồng hồ Tudor được sản xuất bởi Montres Tudor SA và sử dụng những bộ máy từ hãng ETA SA. Tuy nhiên, kể từ năm 2015 Tudor đã bắt đầu tự sản xuất những bộ máy chính hãng. Mẫu đầu tiên sử dụng bộ máy chính hãng là phiên bản Tudor North Flag. Sau đó các phiên bản tiếp theo là Tudor Pelagos và Tudor Heritage Black Bay cũng đã được trang bị với bộ máy In Houser.
Đồng hồ Tudor được phân phối trên thị trường và hầu hết các nước trên thế giới bao gồm Mỹ, Úc, Canada, Ấn Độ, Mexico, Nam Phi, và các quốc gia Châu Âu bao gồm Anh Quốc, Nam Á, Trung Đông và các quốc gia Nam Mỹ, đặc biệt là Brasil, Argentina và Venezuela.

## Các phiên bản
Rolex với ba dòng danh tiếng nhất hiện nay: Oyster Perpetual, Professional và Cellini (Cellini là dòng đồng hồ Rolex mang phong cách thanh lịch "Dress"). Dây đeo được sử dụng trong dòng Oyster được đặt tên theo tên thánh "Jubilee". Dây đeo đồng hồ thường sử dụng là chất liệu thép không gỉ, vàng vàng, vàng trắng, và vàng hồng.
Những phiên bản tên tuổi nhất của thương hiệu Rolex:
- Rolex Air-King
- Rolex Datejust (datejust 36/41, Datejust II và Lady Datejust 28)
- Daytona
- Day-Date (Day-Date 36/40)
- Explorer (Explorer và Explorer II)
- GMT Master (Master và GMT Master II)
- Milgauss
- Oyster Perpetual (Oyster Perpetual 26/31/34/36/39 và Date 34)
- Oysterquartz
- Sea Dweller (Sea-Dweller 4000 và Deepsea)
- Submariner (Submariner và Submariner Date)
- Yacht-Master (Yacht-Master và Yacht-Master II)

### Giá thành đồng hồ Rolex
Tại Anh Quốc, giá bán lẻ cho một phiên bản "Pilots" bằng thép không gỉ (chẳng hạn như GMT Master II) bắt đầu với mức giá khoảng 5600 Bảng Anh, nếu khảm thêm kim cương thì sẽ đắt hơn rất nhiều. Giá trung bình cho đồng hồ Rolex với thiết kế phong cách thanh lịch (Dress) sẽ dao động trong khoảng từ 650 USD đến 75000 USD, trong khi đó với cùng thiết kế như vậy thì đồng hồ Tudor sẽ có giá dao động từ 250 USD đến 9000 USD. Phiên bản Rolex đắt nhất từng được sản xuất bởi hãng sản xuất là chiếc đồng hồ Rolex GMT ICE model là 116769 TBR với mức giá là 485350 USD.

## Sự kiện thể thao quan trọng
Một số những sự kiện thể thao quan trọng nhất hành tinh với sự tham gia của hãng đồng hồ Rolex như là thiết bị bấm giờ chính xác hoặc là nhà tài trợ chính thức.
Trong môn thể thao Tennis, Rolex là đồng hồ bấm giờ chính thức cho 2 sự kiện Tennis hàng đầu là giải Wimbledon và Australian Open, hai trong bốn giải quần vợt quan trọng nhất hàng năm (Grand Slam).
Trong giải Golf, Rolex là đồng hồ bấm giờ chính thức cho hai trong bốn giải vô địch chuyên nghiệp, đó là giải vô địch mở rộng (Open Championship) và giải Mỹ mở rộng (U.S. Open) cũng như các giải PGA Tour và European Tour, là nhà tài trợ chính thức cho một trong năm giải vô địch chuyên nghiệp là The Senior Open Championship, đồng thời cũng là nhà tại trợ cho giải vô địch Gold nữ (Women's World Golf Rankings).
Rolex cũng được đặt tên cho giải đua xe chuyên nghiệp là giải Rolex Sports Car Series, ngoài ra từ năm 2013, Rolex trở thanh đồng hồ bấm giờ chính thức cho giải đua moto FIA Formula 1, ngoài ra Rolex cũng là cũng trở thanh thiết bị bấm giờ cho giải đua moto Le Mans 24 Hours từ năm 2001.
Jacques Piccard và Don Walsh đã thiết kế một phiên bản đặc biệt Rolex Oyster Perpetual Deep-Sea Special, phiên bản này đã được sử dụng trong suốt cuộc thám hiểm vực Mariana, sâu nhất dưới đáy đại dương với độ sâu mà chiếc đồng này chinh phục được là 10.916 met (35.814 feet). Khi James Cameron tái hiện cuộc chinh phục này vào năm 2012, một phiên bản Rolex Oyster Perpetual Deep-Sea Special khác đã được gắn vào tay của robot tàu ngầm.
Giám đốc điều hành của giải Ex-Formula 1 là Jackie Stewart đã quảng cáo cho hình ảnh Rolex từ năm 1968, ngoài ra thương hiệu Rolex còn xuất hiện với hàng loạt tên tuổi ngôi sao như Arnold Palmer, Roger Penske, Jean Claude Killy, và Dame Kiri Te Kanawa.
Tenzing Norgay và các thành viên khác trong đoàn thám hiểm Hillary đã đeo phiên bản Rolex Oysters vào năm 1953 khi chinh phục độ cao 8848 m trên núi Everest, trong khi có những suy đoán rằng Edmund Hillary đã mang đồng hồ Smiths Deluxe hoặc Rolex khi chinh phục độ cao đó hoặc là cả hai chiếc đồng hồ.
Vào năm 1927, phiên bản Rolex Oyster đã cùng Mercedes Gleitze đã chinh phục kênh đào Anh khi bơi xuyên qua kênh đào này trong suốt 15 tiếng đồng hồ, chiếc đồng hồ này được biết đến như là chiếc đồng hồ có khả năng chống nước đầu tiên khi hoạt động tốt trong suốt hành trình.

### Đồng hồ cho tù binh và cuộc đào thoát vĩ đại
Khi bắt đầu cho chiến tranh thế giới thứ 2, các phi công của Không quân Hoàng gia Anh đã trang bị đồng hồ Rolex thay thế cho những chiếc đồng hồ kém bền hơn. Tuy nhiên khi bị bắt và đưa đến trại tù binh, đồng hồ của phi công đã bị tịch thu, khi biết điều này, Hans Wilsdorf đã đề nghị thay thế toàn bộ đồng hồ bị tịch thu bằng những chiếc đồng hồ mới, và không yêu cầu thanh toán cho đến khi kết thúc chiến tranh, và 3000 chiếc đồng hồ đã được đưa đến cho tù binh. Và chính điều này đã giúp mở ra thị trường Mỹ sau chiến tranh.
Vào ngày 10 tháng 3 năm 1943, trong khi vẫn còn là một tù nhân chiến tranh trong trại tù binh của Đức, Clive James Nutting đã yêu cầu một chiếc Rolex Oyster 3525 Chronograph bằng thép không gỉ trực tiếp từ Hans Wilsdorf tại Geneva và thanh toán bằng số tiền kiếm được từ việc đóng giày trong trại tù binh. Và đây cũng chính là chiếc đồng hồ đã làm nên điều kỳ tích trong cuộc đào thoát vĩ đại của 76 tù nhân vào ngày 24 tháng 3 năm 1944 khỏi trại tù binh Đức. Sau đó chiếc đồng hồ này được bán đấu giá lên đến 66000 bảng Anh vào năm 2007.

## Hàng giả
Trở thành một thương hiệu danh tiếng trên thế giới, vì thế không thể bị tránh khỏi bị làm giả, nhưng với Rolex, số lượng hàng giả hàng nhái vô cùng lớn, được bán bất hợp pháp trên đường phố và trên mạng, một số chiếc đồng hồ Rolex giả sử dụng những bộ máy rẻ tiền, máy cơ tự động, thậm chí là những bộ máy ETA, tuy nhiên hầu hết những chiếc đồng hồ giả đều có thể bị nhận diện bởi các chuyên gia đồng hồ.

## Quỹ từ thiện Hans Wilsdorf
Rolex SA thuộc sở hữu của quỹ từ thiện Hans Wilsdorf được thành lập vào năm khoảng năm 1944 bởi chính vị chủ tịch điều hành Hans Wilsdorf tọa lạc tại Geneva, với các chương trình hỗ trợ các tổ chức xã hội của Geneva.

## Chi nhánh
Có rất nhiều cửa hiệu bán lẻ trên thế giới bán đồng hồ Rolex, nhưng công ty chỉ có một cửa hiệu mang tên mình gọi là Chrono-Time, nằm ở số 3 rue de la Fontaine tại Geneva. Rolex cũng có 23 công ty con (thuộc sở hữu của tập đoàn) trên thế giới cung cấp các dịch vụ liên quan đến bán hàng và hậu bán hàng.
| Quốc gia    | Tên                                        | Thành phố    |
| ----------- | ------------------------------------------ | ------------ |
| Nam Phi     | Rolex Watch Company (South Africa) PTY LTD | Johannesburg |
| Đức         | Rolex Deutschland GmbH - Rolex Haus        | Köln         |
| Argentine   | Relojes Rolex Argentina S.A.I.             | Buenos Aires |
| Australia   | Rolex Australia PTY LTD                    | Melbourne    |
| Bỉ          | Rolex Benelux SA                           | Bruxelles    |
| Brasil      | Relogios Rolex LTDA                        | São Paulo    |
| Canada      | Rolex Canada LTD                           | Toronto      |
| Trung Quốc  | Rolex (Hong Kong) LTD                      | Hồng Kông    |
| Trung Quốc  | Shangai Rolex Watch Service Ltd.           | Thượng Hải   |
| Hàn Quốc    | Rolex Korea Limited                        | Seoul        |
| Tây Ban Nha | Rolex España SA                            | Madrid       |
| Hoa Kỳ      | Rolex Watch U.S.A. INC                     | New York     |
| Nga         | Rolex Россия                               | Moskva       |
| Pháp        | Rolex France                               | Paris        |
| Hy Lạp      | Rolex Hellas SA                            | Athen        |
| Ấn Độ       | The Rolex Watch CO Private LTD             | Mumbai       |
| Ý           | Rolex Italia S.p.A.                        | Milan        |
| Nhật Bản    | Rolex (JAPAN) Limited                      | Tōkyō        |
| México      | Relojes Rolex de Mexico S.A. de C.V.       | México       |
| Philippines | Rolex Centre Phil. LTD                     | Manila       |
| Anh         | Rolex UK                                   | London       |
| Singapore   | Rolex Singapore Private LTD                | Singapore    |
| Đài Loan    | Rolex Centre LTD                           | Đài Bắc      |
| Thái Lan    | S.A.B. (Thaïland) LTD                      | Bangkok      |
| Venezuela   | Rolex de Venezuela C.A.                    | Caracas      |

Ngoài ra, Rolex còn có 6 trung tâm chuyên cho dịch vụ chăm sóc khách hàng
| Quốc gia   | Tên                                          | Thành phố     |
| ---------- | -------------------------------------------- | ------------- |
| Australia  | Rolex Sydney Service Center                  | Sydney        |
| Trung Quốc | Beijing Rolex Watch Service Ltd.             | Bắc Kinh      |
| Hoa Kỳ     | Rolex Watch Service Center (California) Inc. | Beverly Hills |
| Hoa Kỳ     | Rolex Watch Service Corps.                   | Dallas        |
| Indonesia  | The Rolex Center (Indonesia)                 | Jakarta       |
| Malaysia   | The Rolex Center, Menara Dion                | Kuala Lumpur  |